# Eugène Kaspersky
Pour les articles homonymes, voir Kaspersky.
Eugène Kaspersky (en russe : Евгений Валентинович Касперский, Evgueni Valentinovitch Kasperski), né le 4 octobre 1965 à Novorossiisk, en Russie, est l'un des experts leaders mondiaux dans le domaine de la sécurité de l'information. Il est à la tête de Kaspersky Lab, une entreprise spécialisée dans la sécurité des systèmes d'information à l'échelle mondiale. Il a fondé l'entreprise avec un groupe de collègues en 1997 après avoir développé des technologies antivirus depuis les années 1980. Kaspersky Lab existe désormais dans plus de 200 pays et possède plus de 30 bureaux régionaux dans le monde.

## Éducation
Né en 1965 à Novorossiisk en Russie, Eugène Kaspersky développe un intérêt pour les mathématiques alors qu'il n'est qu'un adolescent. Il suit alors des cours extrascolaires de mathématiques avancées et de physique au sein de l'Institut de physique et de technologie de Moscou. Après avoir gagné une compétition de mathématiques, il est sélectionné pour rentrer dans une école technique spécialisée, le Centre d'Enseignement et de Recherche de Kolmogorov au sein de l'université d'État de Moscou  - où il étudie alors la physique et les mathématiques avancées.
En 1987, Eugène Kaspersky est diplômé de la faculté de mathématiques de la Haute École du KGB (renommée en 1992, l'Institut de cryptographie, de communication et d'informatique de l'Académie du FSB) à Moscou, où il étudie les mathématiques, la cryptographie et les technologies informatiques, avec une mention en ingénierie mathématique.

## Carrière
Après avoir obtenu son diplôme, Eugène Kaspersky a commencé à travailler dans un centre de recherche scientifique multidisciplinaire. C'est là qu'il commence à étudier les virus informatiques pour la première fois après avoir détecté le virus Cascade en 1989. Après avoir analysé le virus, Eugène Kaspersky développe un utilitaire de désinfection - le premier de nombreux à venir. Cascade a été le premier programme malveillant à rentrer dans la désormais célèbre base de données antivirus de Kaspersky Lab, qui contient aujourd'hui, plus de 100 millions de virus.
Eugène Kaspersky a rejoint le Centre des technologies de l'information KAMI en 1991, où il dirige alors une petite équipe de partenaires afin de développer l'antivirus AVP - le prototype de ce qui deviendra, des années plus tard, le premier Kaspersky Anti-Virus. Eugène Kaspersky a permis à AVP de devenir le premier logiciel antivirus au monde séparant le logiciel de la base de données antivirus - un standard pour l'industrie aujourd'hui. Il a également eu l'idée de doter AVP de la première interface graphique antivirus au monde.
En novembre 1992, l'équipe lance son tout premier produit - l'AVP 1.0. En 1994, le produit prend la première place dans un test comparatif conduit par le laboratoire de tests de l'Université de Hambourg en démontrant une détection des virus et des taux de neutralisation plus élevés que la plupart des logiciels antivirus célèbres. Cette victoire surprise a apporté à AVP une renommée internationale.
La renommée grandissante de l'antivirus a permis au savoir-faire unique de l'équipe d'experts d'être distribué par de grandes entreprises étrangères spécialisées en technologies de l'information, une pratique qui continue de nos jours (plus de 80 entreprises distribuent les technologies de Kaspersky Lab).
En 1997, Eugène Kaspersky et ses collègues ont décidé de lancer une compagnie indépendante, Kaspersky Lab. Initialement, Eugène Kaspersky ne voulait pas utiliser son nom dans celui de l'entreprise, mais son épouse de l'époque, Natalya Kasperskaya l'en a convaincu - elle est également cofondatrice de l'entreprise. En novembre 2000, AVP est renommé "Kaspersky Anti-Virus".
De la fondation de l'entreprise jusqu'en 2007, Eugène Kaspersky est à la tête de l'entreprise spécialisée dans la recherche antivirus. En 2007, il devient officiellement le PDG de Kaspersky Lab.
Aujourd'hui, Eugène Kaspersky se consacre à la gestion stratégique de l'entreprise ce qui l'amène fréquemment à voyager autour du globe afin de participer à des conférences et à des expositions importantes, de se rendre à des réunions et à des conférences avec ses partenaires, ainsi que pour participer à des conférences de presse internationales. Outre le fait d'être le PDG de la plus grande entreprise privée spécialisée en sécurité Internet au monde, ce sont ses solides connaissances techniques et son expérience qui permettent à Eugène Kaspersky d'être considéré comme une véritable référence dans de nombreux événements autour du globe.
Son bureau est situé près de ceux des meilleurs experts de l'entreprise - les membres de l'équipe internationale de recherche et d'analyse (connue également sous le nom de la GReAT Team), et à quelques mètres du cœur des QG de Kaspersky Lab - le laboratoire de virus. Il se considère toujours comme un spécialiste technique, se sentant chez lui parmi les experts dont il comprend parfaitement l'univers. Eugène Kaspersky est le coauteur de plusieurs brevets, y compris d'un système de sécurité capable de contrôler l'interaction des composants de logiciels. Ce brevet couvre la technologie qui réside au cœur du système d'exploitation sécurisé de Kaspersky Lab qui est actuellement en développement.

## Vie personnelle
Eugène Kaspersky vit avec sa troisième femme et a trois enfants. Un de ses fils, Ivan, a été enlevé en 2011 et libéré trois jours plus tard. Les ravisseurs qui demandaient une rançon de 3 millions de dollars ont fait l'erreur d'appeler avec leur téléphone mobile, et se sont fait localiser rapidement. 
La fortune personnelle d'Eugène Kaspersky a été estimée à 800 millions de dollars en 2011
bien qu'il n'aime pas faire étalage de sa fortune : « je possède une entreprise, un appartement à Moscou et une BMW. Je n'ai pas besoin de plus ». C'est également un passionné de Formule 1 et de Ferrari qui assiste régulièrement aux Grands Prix. C'est son penchant pour la vitesse qui a amené Kaspersky Lab à devenir le sponsor de l'équipe de course italienne AF Corse Ferrari depuis 2010. En avril 2013, Kaspersky Lab a signé un accord de cinq ans avec Ferrari pour assurer la sécurité intégrale de l'informatique de l'entreprise.
Eugène Kaspersky fait régulièrement l'objet de portraits dans les médias, où il se présente comme un homme qui a réussi à transformer sa passion en carrière et pour créer son entreprise,,,.
« Je me considère comme l'une des personnes les plus heureuses qui soit : je fais ce que j'avais l'habitude de faire comme un loisir, et c'est depuis devenu mon travail ».
Il parle régulièrement de ses voyages sur son blog (en plus des problèmes de sécurité).

## Distinctions honorifiques
En 2012, Eugène Kaspersky a reçu un doctorat honorifique en sciences de l'université de Plymouth sécurité . La même année, il a été nommé l'un des 25 meilleurs innovateurs de l'année par CRN (en).
Parmi ses autres distinctions :
- Top-100 Global Thinker, Foreign Policy Magazine - 2012
- Technology Hero of the Year, V3 - 2012[17]
- Top-100 Executive in the IT Channel, CRN - 2012[18]
- World’s Most Powerful Security Exec, SYS-CON Media - 2011 [19]
- Meilleur homme d'affaires de l'année, Chambre américaine de Commerce en Russie - 2011[20]
- Outstanding Contribution to Business Award, CEO Middle East - 2011[21]
- PDG de l'année, SC Magazine Europe -2010[22]
- Lifetime Achievement Award, Virus Bulletin - 2010[23]
- Strategic Brand Leadership Award, World Brand Congress - 2010[24]
- Runet Prize (en) (Contribution au langage Internet russe), Agence fédérale russe de la presse et des médias - 2010[25]

## Autre
Cela fait plusieurs années qu'Eugène Kaspersky exprime publiquement ses inquiétudes quant à une éventuelle cyberattaque catastrophique ciblant certaines infrastructures critiques,
. Il soutient la création d'un traité de non-prolifération pour contrôler les armes cybernétiques et considère l'intensification de la guerre cybernétique comme un "appel à l'action" pour la communauté internationale

.
Eugène Kaspersky voyage régulièrement autour du globe pour donner des discours sur les dangers de la guerre cybernétique et le besoin de mesures internationales afin de combattre les menaces grandissantes. Il considère également l'éducation et la sensibilisation à la cybersécurité comme l'un des éléments fondamentaux pour relever les défis du monde cybernétique - aussi bien des utilisateurs moyens que des professionnels de la sécurité informatique qui manquent souvent de formation. En outre, il promeut également une standardisation  des politiques de cybersécurité et le besoin d'une coopération entre les gouvernements et l'industrie:
Eugène Kaspersky est également en faveur de l'utilisation de passeports numériques qui permettraient de réaliser des transactions critiques telles que voter à des élections, gérer des comptes bancaires en ligne, communiquer avec des administrations, etc. Il a déclaré : « Je pense que le World Wide Web devrait être divisé en trois zones. Une zone rouge pour les processus critiques : pour les opérations correspondant à cette zone, un identifiant Internet devrait être obligatoire. Ensuite, on pourrait avoir la zone jaune, dans laquelle une autorisation minimale est nécessaire : par exemple, la vérification de l'âge de l'utilisateur sur les sites de vente d'alcool en ligne ou les sites réservés aux adultes. Et enfin, il y aurait la zone verte : les blogs, les réseaux sociaux, les sites d'informations, les chats… - tout ce qui est lié à votre liberté d'expression. Aucune autorisation requise. » 
Dans un article de Wired publié en 2012, le journaliste Noah Shachtman affirmait sans apporter de preuves qu'Eugène Kaspersky avait des relations avec le Kremlin
. L'intéressé a nié de telles allégations.
Eugène Kaspersky est membre de l'International Multilateral Partnership Against Cyber Threats (IMPACT) International Advisory Board.
En mars 2013, à la suite d'une réunion entre Eugène Kaspersky, Ronald Noble (en) (le secrétaire général d'INTERPOL) et Noboru Nakatani (le directeur du Complexe mondial INTERPOL pour l'innovation IGCI), Kaspersky Lab a officiellement accepté de travailler étroitement avec l'IGCI dans un effort de collaboration pour renforcer la sécurité sur Internet.

## Livres
Auteur de : 
- Les Virus MS-DOS (en russe) (1992)
- Notes de voyage 2006 (en russe)
- New year at the South Pole (en anglais) (2010) [34]
- Muchas Pictures (en anglais) (2011) [35]
- Les 100 Meilleurs Endroits sur Terre (en russe) (2012)

Biographie :
- Le Principe Kaspersky de Vladislav Dorofeev et Tatiana Kostileva, publié par Kommersant en 2011 (en russe).